# Daphne Zuniga
Daphne Eurydice Zuniga (Berkeley (Californië), 28 oktober 1962) is een Amerikaanse actrice. Ze is het bekendst van haar rol als Jo Reynolds in de soapserie Melrose Place en als Victoria Davis in de tienerdramaserie One Tree Hill.

## Levensloop
Zuniga werd geboren in Berkeley, Californië. Haar vader is een emeritus hoogleraar in de filosofie die oorspronkelijk uit Guatemala komt en haar moeder is een Unitarian minister van Poolse en Finse afkomst. Zuniga raakte geïnteresseerd in acteren op de middelbare school en speelde daar in verscheidene theaterstukken. In haar tienerjaren studeerde ze aan het Young Conservatory of ACT (American Conservatory Theater) van San Francisco. Zuniga, haar moeder en haar zus verhuisden van Berkeley naar Reading in Vermont, nadat haar ouders waren gescheiden. Na de middelbare school studeerde ze theaterkunsten aan de Universiteit van Californië.
In 1982 maakte Zuniga haar debuut in een lowbudget-horrorfilm. Nadat ze in enkele afleveringen van Family Ties te zien was als Michael J. Fox' vriendin, maakte ze haar opwachting in een hoofdrol in de romantische komedie The Sure Thing. Hoewel ze te zien is geweest in verscheidene films, is ze het bekendst door haar televisiewerk. Van 1992 tot en met 1996 was ze te zien in Melrose Place, als een personage dat ze sinds 2009 opnieuw speelt in de gelijknamige spin-off.